# Mua production
株式会社mua productionは、神奈川県藤沢市に本社を置く芸能事務所である。

## 概要
酒井美紀や向井理の元マネージャーだった田島未来が2019年3月に設立、田島がマネージャーを担当した酒井は同時期にワタナベエンターテインメントから移籍した。
社名はハワイ語で「未来」「前へ」を意味する。その他にチームワーク、愛、励ましなど深い意味がある言葉から来ている。

## 所属タレント
2021年5月時点。
- 酒井美紀
- 大石虹
- 石塚ヒカリ
- 長谷川カハラ
- 戸高慶斗
- 長谷川倖士
- 長谷川叶
- 白井希歩
- 石田瑠璃
- 石田波瑠
- 雲野きなり
- 井上栞奈